# Seda (pel·lícula)
Seda (títol original en anglès: Silk) és una pel·lícula de 2007 dirigida per François Girard, adaptació cinematogràfica de la novel·la homònima de l'escriptor italià Alessandro Baricco.
L'actor Michael Pitt és l'encarregat de representar al protagonista francès, Hervé Joncour, acompanyat per Keira Knightley en el paper de la seva dona, Hélène. Els actors japonesos Miki Nakatani i Koji Yakusho també hi participen. Les escenes exteriors sobre el Japó es va filmar a Sakata. En canvi, les escenes de Keira es van rodar a Sermoneta (Itàlia), un petit poblet medieval de la província de Latina. La pel·lícula es va doblar al català.

## Argument
En una petita vila de França, durant el segle xix, l'alcalde del poble està disposat a enviar el seu fill, Hervé Joncour, a la guerra perquè faci fortuna. Però, el jove Hervé està enamorat de la mestra de l'escola, Hélène, i no desitja allistar-se. Així, quan el fabricant de teixits de seda, Baldabiou (Alfred Molina), li ofereix anar-li a buscar nous cucs de seda al Japó accepta.

## Repartiment
- Michael Pitt: Hervé Joncour
- Keira Knightley: Hélène Joncour
- Alfred Molina: Baldabiou
- Miki Nakatani: Madame Blanche
- Kōji Yakusho: Hara Jubei
- Sei Ashina: l'amant
- Callum Keith Rennie: Schuyler
- Mark Rendall: Ludovic Berbek
- Naoko Watanabe: noia japonesa